# Ferme Wendling
Pour les articles homonymes, voir Wendling (homonymie).
La ferme Wendling est un monument historique situé à Zœbersdorf, dans le département français du Bas-Rhin.

## Localisation
Ce bâtiment est situé au 26, rue de la Montée à Zœbersdorf.

## Historique
L'édifice fait l'objet d'une inscription au titre des monuments historiques depuis 1999.

## Architecture

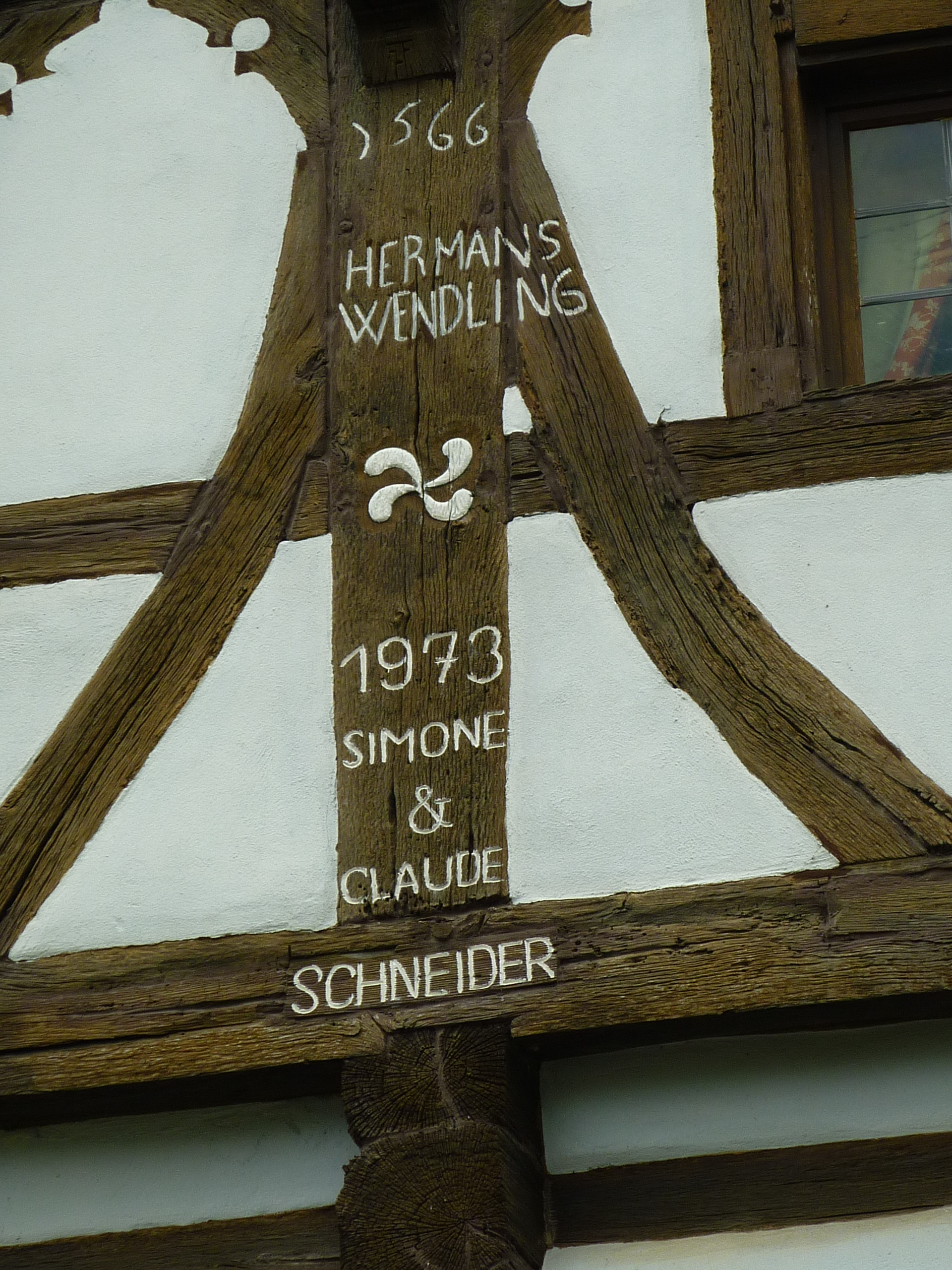
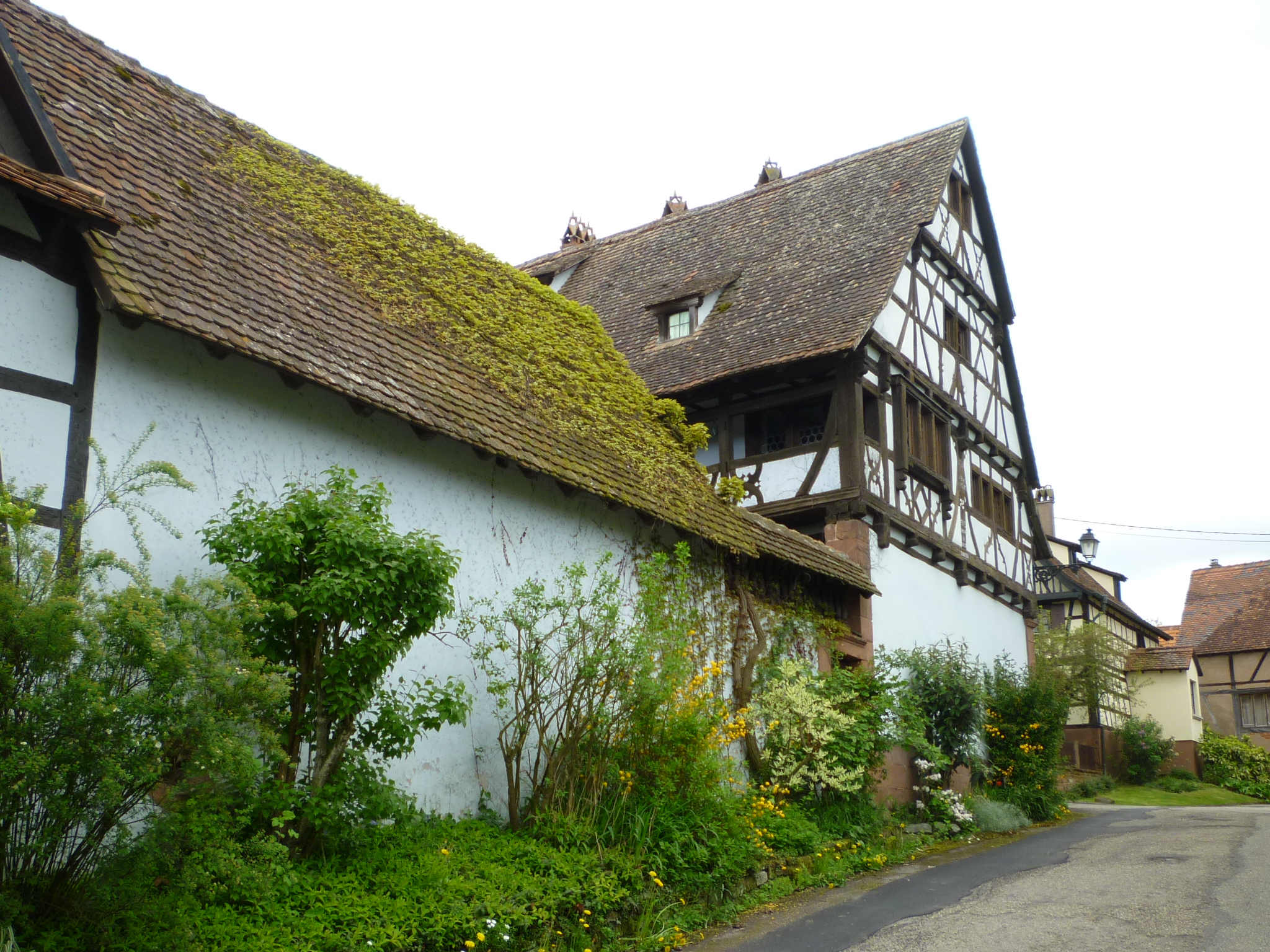
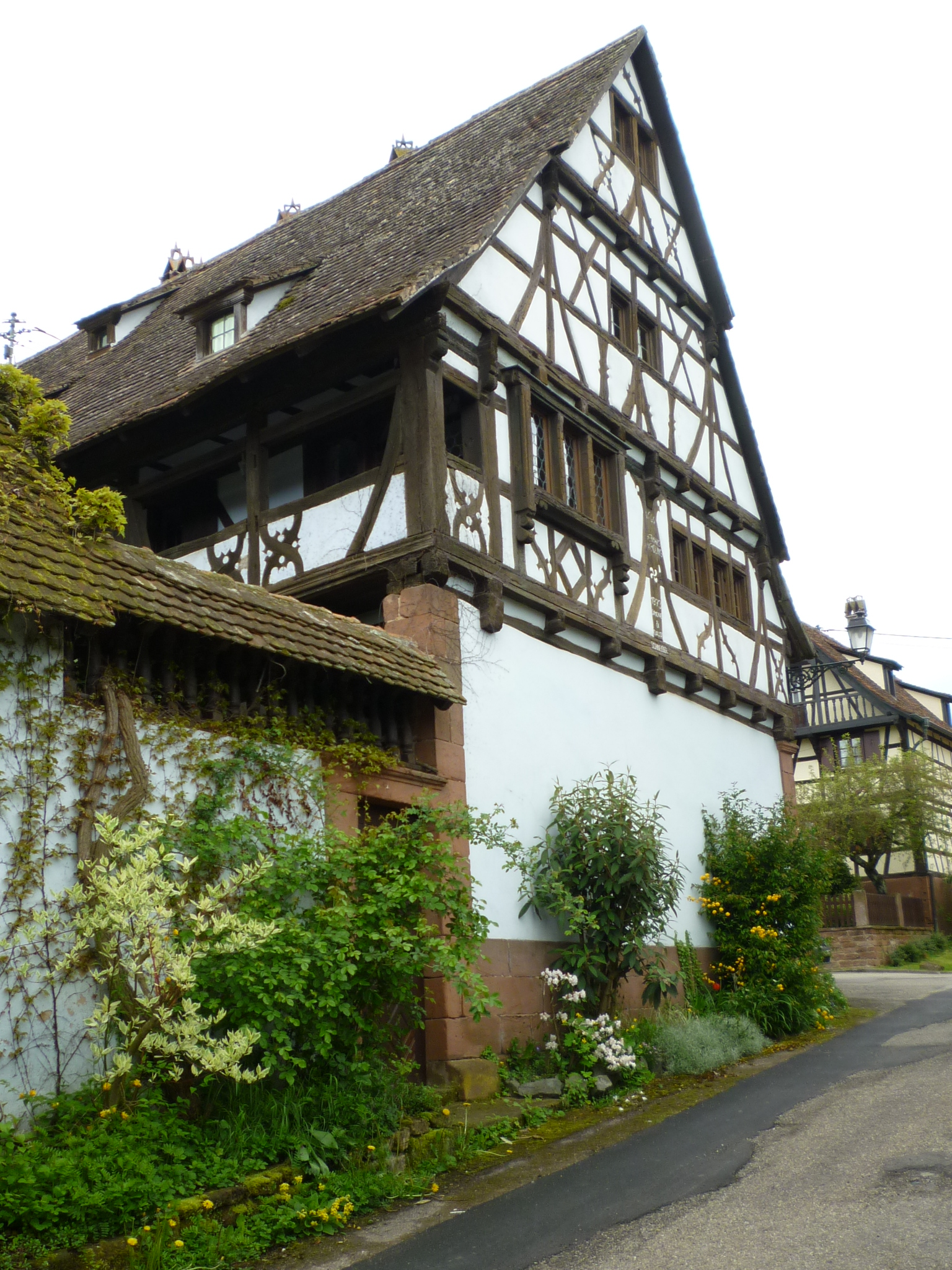